# Anton Teyber
Anton Teyber  (* 8. September 1756 in Wien; † 18. November 1822 ebenda) war ein österreichischer Komponist, Organist und Pianist der Wiener Klassik.

## Leben und Wirken
Nach anfänglicher Ausbildung durch den Vater Matthäus Teyber (1711–1785), welcher Violinist an der k.k. Hofkapelle in Wien war, studierte er neun Jahre lang bis 1775 in Bologna bei Padre Martini. Danach hält sich Teyber in Rom, Neapel, Genua, Florenz, Madrid und Lissabon auf, er begleitete seine Schwester Elisabeth auf einer Tournee durch Europa und wirkte 1783 in Wien bei den musikalischen Abenden des Baron van Swieten mit. Die Familien Teyber und Mozart waren befreundet.
Am 15. Mai 1784 wird Anton Teyber 135. Mitglied der Wiener Tonkünstler-Societät. Von 1787 an ist er 1. Hoforganist an der Dresdner Hofkapelle; Wolfgang Amadeus Mozart traf ihn hier, als er im April 1789 nach Berlin reiste. Auf Befehl Kaiser Leopold II. quittiert er in Dresden den Dienst und kam  am 1. Dezember 1791 als Cembalist und Adjunkt Salieris in das Orchester des Hofoperntheaters nach Wien. Da er durch die Reformen unter Kaiser Franz II. 1793 seine Anstellung verlor, schrieb er am 8. Februar 1793 ein Bitt-Gesuch an diesen und wurde daraufhin am 1. März 1793 als "Kompositor" bei den "k. k. Kammermusici" angestellt. Dieses Amt war seit Mozarts Tod unbesetzt geblieben, Teyber war also der unmittelbare Nachfolger Mozarts in diesem Amt. Zugleich unterrichtete er die jungen Mitglieder der kaiserlichen Familie auf dem Klavier, so dass zu seinen Schülern der spätere Freund Beethovens, Erzherzog Rudolf, zählte, der nach Teybers Tod 1822 der Witwe den gesamten musikalischen Nachlass abkaufte.
Anton Teybers Bruder, Franz Teyber, war ebenfalls Musiker und Komponist.
Im Jahr 1894 wurde in Wien-Penzing (14. Bezirk) die Teybergasse nach der Musikerfamilie Teyber benannt.

## Werkliste (unvollständig)
- 11 Messen
- Requiem in Es („Pro defuncta Imperatrice Ludovica“)
- Gioas re di Giuda; Oratorium; Libretto: Pietro Metastasio; Uraufführung: 1786, Burgtheater Wien
- weitere geistliche Werke
- 36 Sinfonien
- 6 Violinkonzerte
- Doppelkonzert in C für Violine und Klavier
- 4 Klavier-Konzerte
- 2 Hornkonzerte
- 29 Streichquartette
- 14 Klavierquartette
- 2 Sextette
- 3 Oktette (Streicher, 2 Oben, 2 Hörner)
- 3 Klavier-Trios
- 6 Streichtrios
- weitere Werke der Kammermusik, Menuette, Gavotten etc. für Klavier